# Lake Pleasant (hamlet, New York)
Lake Pleasant település az Amerikai Egyesült Államok New York államában, Hamilton megyében, melynek megyeszékhelye is. Lakosainak száma 756 fő (2020. április 1.).

## Népesség
A település népességének változása:

| 2020 | 756 |